# C3 ugljenična fiksacija
3 ugljenična fiksacija je jedan od tri metabolička puta za fiksaciju ugljenika pri fotosintezi, zajedno sa 4 i CAM. Ovim procesom se konvertuje ugljen-dioksid i ribuloza bisfosfat (RuBP, petougljenični šećer) u 3-fosfoglicerat putem sledeće reakcije:
 → (2) 3-fosfoglicerat
Ova reakcija se javlja u svim biljkama kao prvi korak Kalvin-Bensonovog ciklusa. U 4 biljkama, ugljen-dioksid se preuzima iz malata u sličnoj reakciji, umesto direktno iz vazduha.
Biljke koje koriste isključivo 3 fiksaciju (3 biljke) imaju tendenciju da napreduju u područjima gdje su intenzitet sunčeve svetlosti i temperature umereni, koncentracije ugljen-dioksida oko 200 ppm ili više, i gde su podzemne vode izobilne. 3 biljke su nastale tokom era mezozoika i paleozoika, i one predatiraju 4 biljke, i još uvek predstavljaju oko 95% biomase Zemlje. 3 biljke gube transpiracijom 97% vode preuzete putem korenskog sistema. Primeri biljaka ove grupe su pirinač i ječam.
3 biljke ne mogu da rastu u veoma toplim oblastima pošto RuBisCO inkorporira više kiseonika u RuBP sa porastom temperature. To dovodi do fotorespiracije (koja je isto tako poznata kao oksidativni fotosintetički ugljenični ciklus, ili C2 fotosinteza), što dovodi do neto gubitka ugljenika i azota iz biljke i stoga može da ograniči rast. U suvim oblastima, 3 biljke zatvaraju svoje stome da bi umanjile gubitak vode, ali se time sprečava i pristup {\displaystyle {\ce {CO2}}} lišću, i stoga se redukuje koncentracija {\displaystyle {\ce {CO2}}} u lišću. Ovim se snižava {\displaystyle {\ce {CO2}}}:{\displaystyle {\ce {O2}}} odnos i dolazi do fotorespiracije. 4 i CAM biljke poseduju adaptacije koje im omogućavaju da prežive u toplim i suvim oblastima, te one mogu da nadmaše 3 biljke u tim oblastima.
Izotopni potpis 3 biljki pokazuje viši nivo 13{\displaystyle {\ce {C}}} trošenja nego kod 4 biljki.